# Vyznamenání vězeňské služby Jihoafrické republiky
Vyznamenání a medaile příslušníkům vězeňské služby udílela Jihoafrická unie a Jihoafrická republika v letech 1922 až 1996. V letech 1922 až 1968 šlo o jedinou medaili, kterou bylo možné udělit za dlouholetou službu nebo za statečnost. V letech 1968 až 1980 existovala tři vyznamenání. Od roku 1980 do roku 1996 měla vězeňská služba systém vyznamenání vojenského typu, který se skládal ze dvou vyznamenání za statečnost, šesti za zásluhy a tří za dlouholetou službu. Udílení medailí příslušníkům vězeňské služby bylo ukončeno v roce 1996.

## Odbor věznic (1922–1968)
Odbor věznic byl založen roku 1911. Šlo o civilní odbor s uniformovanými dozorci. V roce 1955 byly přijaty vojenské hodnosti a v roce 1959 byla jejich uniformovaná složka přejmenována na Jihoafrickou vězeňskou službu. V tomto období byla příslušníkům jednotky udílena jediná medaile. Do roku 1952 byla medaile součástí britského systému vyznamenání používaného v Jižní Africe. V roce 1952 se stala součástí nového jihoafrického systému státních vyznamenání.
- Medaile za věrnou službu Vězeňskému oddělení – Medaile byla udílena za dlouholetou službu. Udílena byla v letech 1922 až 1968.

## Jihoafrická vězeňská služba (1968–1980)
Poté, co se Jihoafrická unie stala v roce 1961 republikou, vláda zavedla nová vyznamenání. Pro vězeňskou službu byla v roce 1968 zavedena série tří medailí.
- Vyznamenání za odvahu Jihoafrické vězeňské služby
- Medaile za zásluhy Jihoafrické vězeňské služby
- Medaile za věrnou službu Jihoafrické vězeňské služby

## Odbor nápravných služeb (1980–1996)
Nová a komplexnější série vyznamenání byla zavedena v roce 1980. V roce 1990 došlo k přejmenování složky na Odbor nápravných služeb. V roce 1996 upustil odbor od používání vojenských hodností a zvyklostí a s tím zanikla i tradice udílení těchto vyznamenání.
- Hvězda znamenitosti Odboru nápravných služeb
- diamantový Kříž za chrabrost Odboru nápravných služeb
- rubínový Kříž za chrabrost Odboru nápravných služeb
- Hvězda distinkce Odboru nápravných služeb
- Hvězda za zásluhy Odboru nápravných služeb
- Kříž za zásluhy Odboru nápravných služeb
- Medaile za zásluhy Odboru nápravných služeb (důstojníci)
- Medaile za zásluhy Odboru nápravných služeb (poddůstojníci)

### Medaile za dlouholetou službu
- zlatá Medaile za věrnou službu Odboru nápravných služeb
- stříbrná Medaile za věrnou službu Odboru nápravných služeb
- bronzová Medaile za věrnou službu Odboru nápravných služeb